# رالف ستيوارت
رالف ستيوارت هو سياسي كندي، ولد في 30 ديسمبر 1929 في كوتشران في كندا، وتوفي في 11 فبراير 2004. حزبياً، نشط في الحزب الليبرالي الكندي والحزب الكندي التقدمي المحافظ. وقد انتخب عضو مجلس العموم الكندي.